# Oeax tricuspis
Oeax tricuspis är en skalbaggsart som beskrevs av Báguena 1952. Oeax tricuspis ingår i släktet Oeax och familjen långhorningar. Inga underarter finns listade i Catalogue of Life.